# Narval
Narval jednorohý (Monodon monoceros) je středně velký ozubený kytovec, jediný zástupce rodu narval a jeden ze dvou žijících zástupců čeledi narvalovití (druhým je běluha severní). Žije v arktických vodách Severního ledového oceánu a severního Atlantiku mezi Grónskem a severní Kanadou, početně menší populace se nachází i na východě Grónska, kolem Špicberků a Země Františka Josefa. Lidově bývá druh často nazýván „mořský jednorožec“. Tento poetický název je ovšem stejně jako jeho druhové jméno zavádějící – jeho slavný roh je ve skutečnosti zub, extrémně protažený levý špičák horní čelisti. Tento kel se objevuje u všech samců a zhruba u 15 % samic. Samčí kel je dlouhý kolem 2 m, avšak může mít až ke 3 m. Samičí kel je podstatně kratší. Funkce klu byla po staletí předmětem debat. Moderní výzkumy ukazují, že se jedná o sekundární pohlavní znak, citlivý sensorický orgán i prostředek pro udržování sociální hierarchie mezi samci.
Samice narvala dosahují délky přibližně 4 až 4,2 metru, zatímco samci bývají větší, měří kolem 4,6 až 4,8 metru (bez započtení klu). Hmotnost dospělých samic se pohybuje okolo 900 až 1000 kilogramů, samci mohou vážit až 1700 kilogramů. V letních měsících samice vrhá pouze jedno mládě; k vrhu patrně dochází v průměru pouze jednou za tři roky. Jejich specializovaný jídelníček zahrnuje hlavně ryby (platýs černý, treska polární, treska obecná) a krakatici (Gonatus fabricii). Narvalové se pro kořist potápí do velkých hloubek, které často přesahují 800 m. Nejhlubší zaznamenaný ponor měl 2332 m, což je jeden z nejhlubších ponorů zaznamenaných mezi mořskými savci. Lov narvalů má dlouhou tradici mezi domorodými obyvateli arktických oblastí, kteří pokračují s jejich lovem do dnešních dní. Domorodci každoročně odloví kolem 1000 narvalů. Maso, podkožní tuk a kůže slouží ke konzumaci, zatímco kly, zuby a velké obratle se používají k řezbě ornamentů k prodeji, i když na trhu je zájem i o neopracované kly. Celková populace narvalů se k roku 2017 odhadovala na cirka 173 tisíc. Mezinárodní svaz ochrany přírody (IUCN) druh hodnotí jako málo dotčený, nicméně celkový populační trend je neznámý. Hlavní ohrožení druhu představuje změna klimatu, která s sebou přináší mj. změny v ledové pokrývce a distribuci potravy.

## Systematika

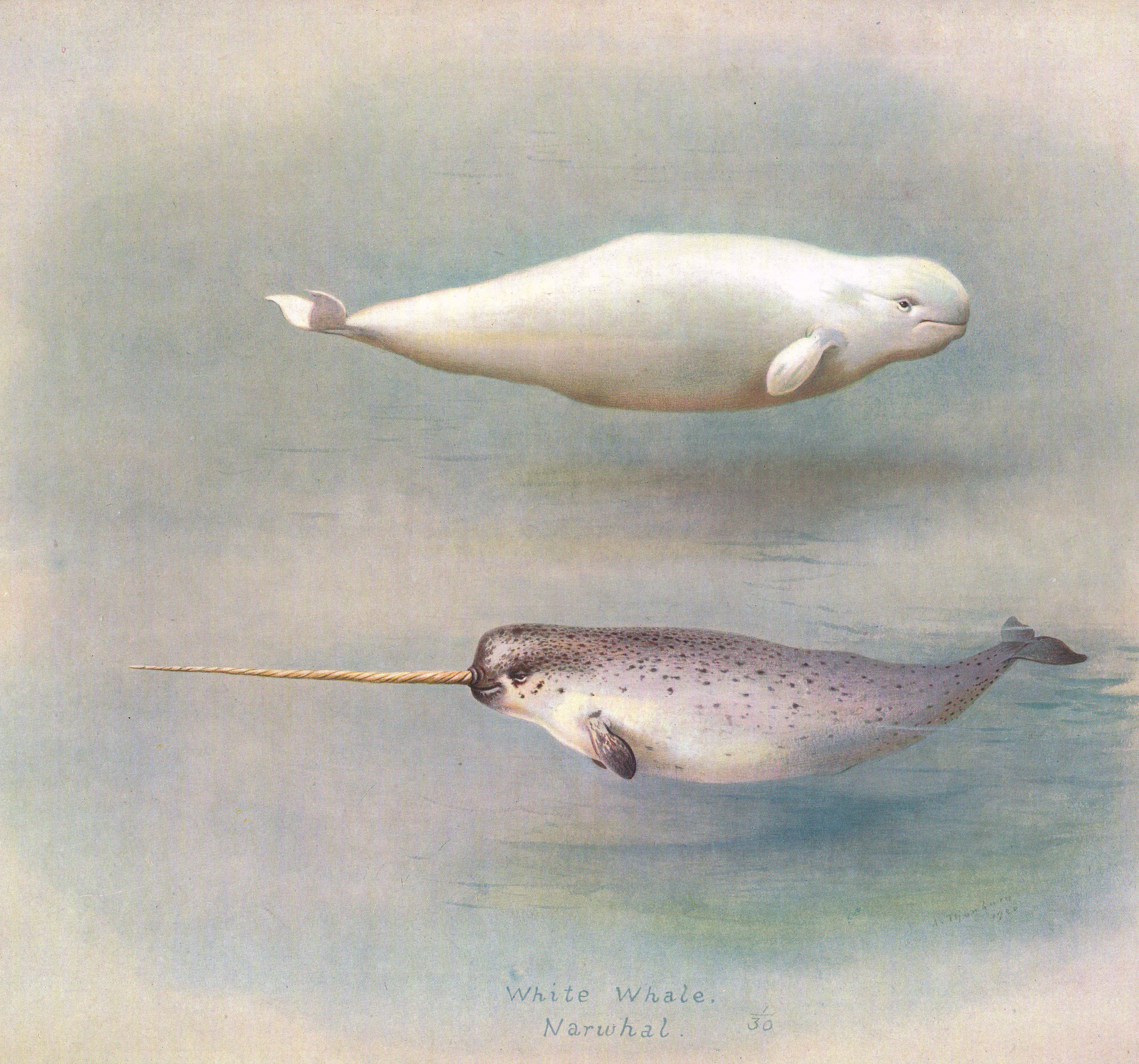
Ilustrace běluhy (nahoře) a narvala, kteří společně tvoří čeleď narvalovití (A. Thorburn, British Mammals, 1920)

Narval byl formálně vědecky popsán v převratném 10. vydání Systema Naturae švédského přírodovědce Carla Linného. Linné druh pojmenoval Monodon monoceros, což je odvozeno z řeckých slov monos („jeden“), odous („zub“) a ceros („kel“), čili v překladu doslova „jeden zub, jeden kel“. Jméno narval (v angličtině narwhal) pochází ze staroseverského prefixu nár („mrtvola“) a hval („velryba“), v překladu tedy „mrtvola velryby“, což odkazuje k bílé barvě narvalů připomínající mrtvá těla. K dalším českým názvům patří narval jednozubý, narval jednorohý či zoboun jednorožec. Občas je druh označován jako mořský jednorožec.
Narval jednorohý je jediným zástupcem monotypického rodu narval (Monodon). Společně s běluhou severní (Delphinapterus leucas) z rodu běluha (Delphinapterus) představují jediné dva recentní zástupce čeledi narvalovití (Monodontidae). Pro zástupce této čeledi je typická tělesná délka střední velikosti (kolem 4 m), výrazné melouny, tupé rypce a chybějící hřbetní ploutev.
Narvalovití, delfínovití (Delphinidae) a sviňuchovití (Phocoenidae) společně tvoří monofyletickou skupinu (nadčeleď) Delphinoidea. Narvalovití a sviňuchovití přitom utváří samostatný klad, který se vydělil z linie Delphinoidea někdy před 11 miliony lety. Fosilních nálezů linie narvalovitých je jen minimální množství, takže rekonstrukce jejich evoluce je problematická. Podle fosilního nálezu 5 milionů let staré lebky z italského Toskánska, na jejíž základě byl popsán fosilní druh Casatia thermophila, však lze usoudit, že prapředci narvalů obývali tropické moře. Je možné, že migrace druhu na sever do arktických a subarktických vod proběhla následkem pliocenních změn v potravním řetězci.

## Popis

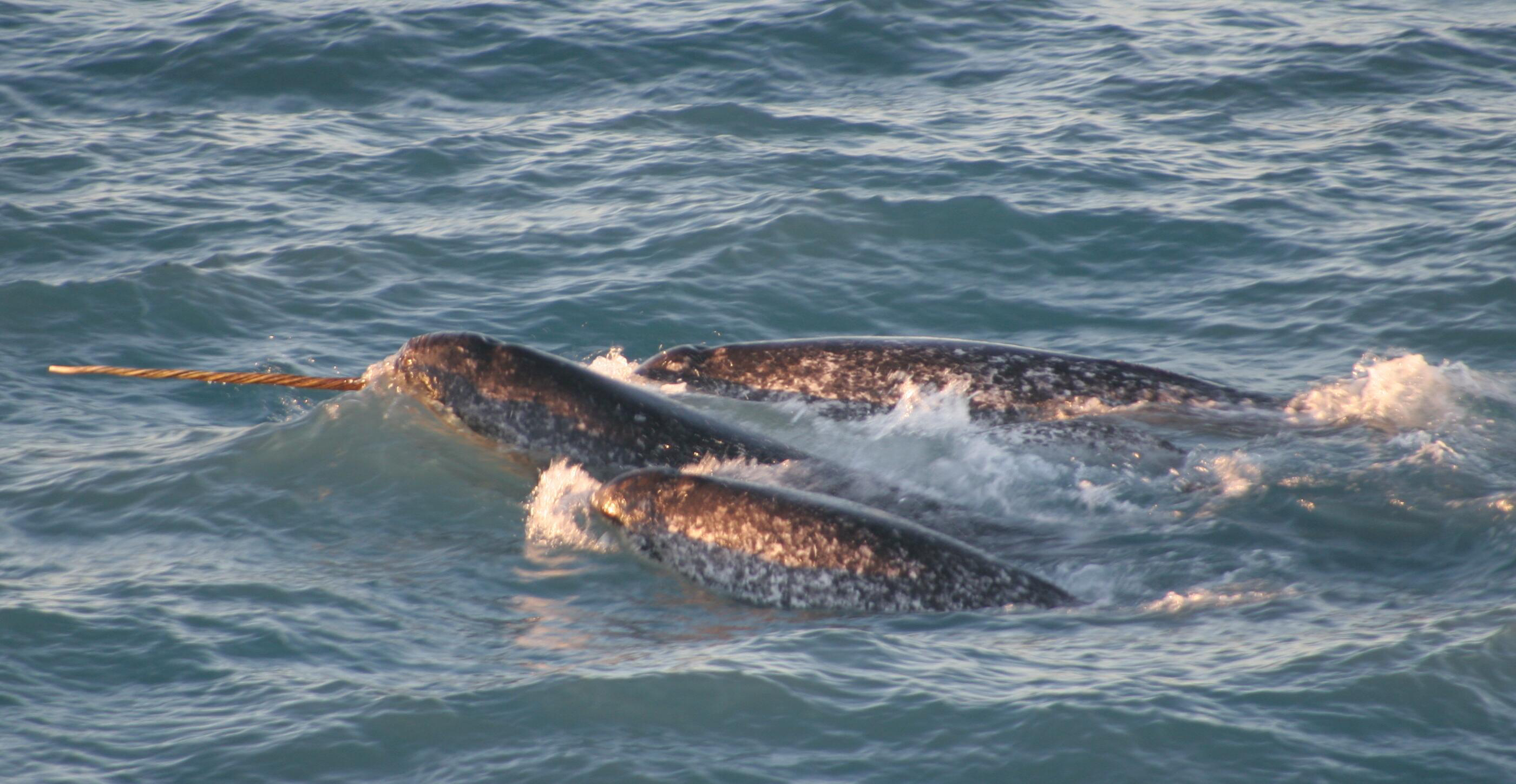
Skupinka narvalů

Narvalové jsou středně velcí kytovci podobné velikosti jako běluhy severní. Samice narvala měří kolem 4–4,2 m, samci kolem 4,6–4,8 m (délka těla bez klu). Dospělé samice váží až kolem 900–1000 kg, samci mohou vážit až 1700 kg, nicméně jejich běžná váha je o něco nižší.
Narvalové mají poměrně silné tělo s robustní hlavou zakončenou tupým rypcem. Linka zavřené tlamy je rovná a směřuje nahoru. Ploutve jsou krátké a tupé, v dospělosti se jim zakrucují konečky. Jako jedni z mála kytovců nemají hřbetní ploutev, nicméně na zadní straně středové části hřbetu se nachází nevelký, 4–5 cm vysoký tupý hřeben. Absence hřbetní ploutve a vyvinutí hřebenu přináší narvalům několik výhod. Jelikož narvalové často plavou s břichem nahoru, absence hřbetní ploutve jim umožňuje snazší manévrování. K dalším výhodám patří omezení teplotních ztrát a možnost plavání těsně pod plujícími ledovými krami. Hřeben může být používán i v případě potřeby vytvoření dýchací díry v plovoucím ledu.

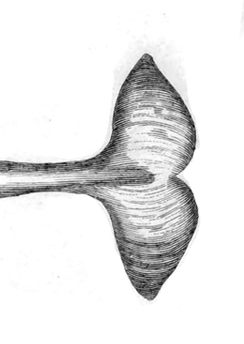
Kresba ocasní ploutve (výřez z kresby W. Scoresbyho z roku 1820)

Ocasní ploutev je u mladých jedinců na konci víceméně zarovnaná, nicméně s věkem na odtokové hraně vypuká a na náběžné hraně je čím dál tím více vydutá, až křídla ploutve nakonec mají polokruhový tvar. Křídla ocasní ploutve odděluje silný řez, takže ocasní ploutev dospělců vypadá jakoby byla naruby. To je nejvýraznější u starších samců. Nedospělí narvalové mají jednotné šedé až hnědošedé zbarvení. S přibývajícím věkem jejich kůže tmavne do černa a po celém těle se začínají objevovat světlé fleky. Břicho začíná blednout do světle šedé, která se postupně rozšiřuje i na hřbet, až nakonec zasvětlá celé tělo. Těla starších jedinců jsou plně bílá s tmavšími skvrnami, a to především v oblasti hřebene, na přední a horní části hlavy a na ploutvích. Výdechová fontána je jen nízká a nevýrazná.
V terénu jsou narvalové poměrně snadno identifikovatelní pomocí světlé barvy kůže, jedinečného tvaru ocasních ploutví a výrazného klu. Starší samice bez dostatečného množství hřbetních tmavých skvrn by bylo možné zaměnit s běluhou, nicméně narvalí samice bez skvrn je vzácná. Šedá mláďata jsou snadno zaměnitelná s mláďaty běluh, avšak v blízkosti narvalích mláďat se takřka vždy vyskytuje jejich matka, podle které lze identifikovat i mládě.

### Kel

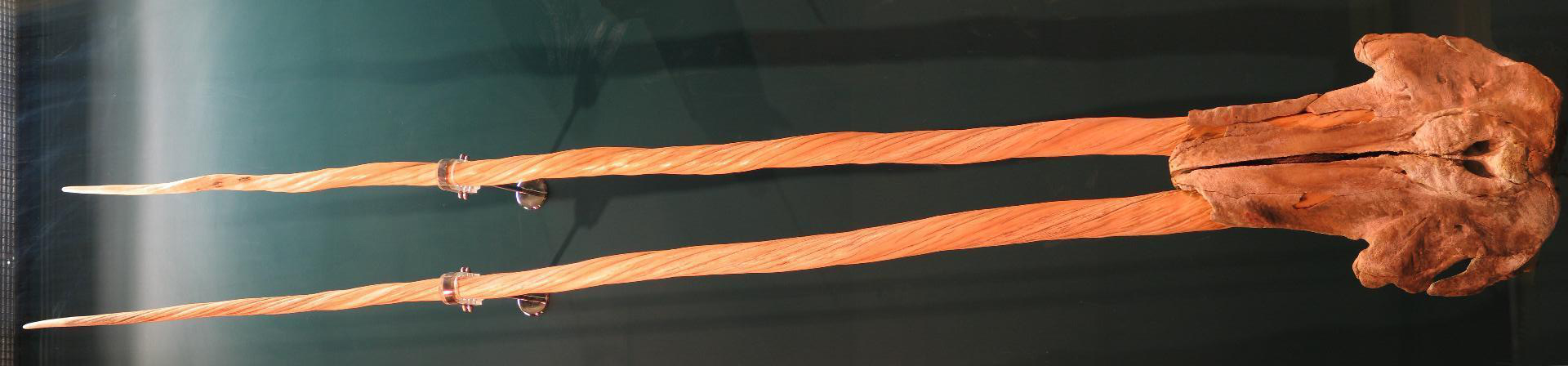
Skutečná rarita: lebka narvala se dvěma plně vyvinutými kly

Nejvýraznějším rozpoznávacím znakem narvalích samců je dlouhý kel, který je ve skutečnosti extrémně prodloužený levý horní špičák. Tento kel má tvar dlouhého tenkého levotočivého vrutu. Narvalům se v plodové fázi vyvíjí celkem 6 párů zubů v horní čelisti a 2 páry zubů v dolní čelisti. Pouze dva horní špičáky se nakonec prořežou, ostatní zuby zůstávají rudimentární. Kel začíná růst ve věku 2–3 let, kdy se prořeže skrze horní ret a s přibývajícím věkem kontinuálně roste. Běžný samčí kel je dlouhý kolem 2 m, nejdelší fyzicky změřený kel měl 267 cm. Patrně může měřit až 3 m. Kel váží až 10 kg. Zhruba 1 z 500 samců má dva kly, přičemž ten druhý vyrůstá z pravého horního špičáku. Běžná délka pravého špičáku u dospělého jedince je jinak kolem 30 cm. Kolem 15 % samic také vyrůstá levý špičák do prodlouženého klu, avšak samičí kel bývá menší (kolem 1,5 m) a je o poznání méně šroubovicově zakroucen. Oproti samčím klům ten samičí nebývá pokryt nánosem řas, takže se jeví bělejší. Bylo zaznamenáno pouze několik případů samic se dvěma kly.

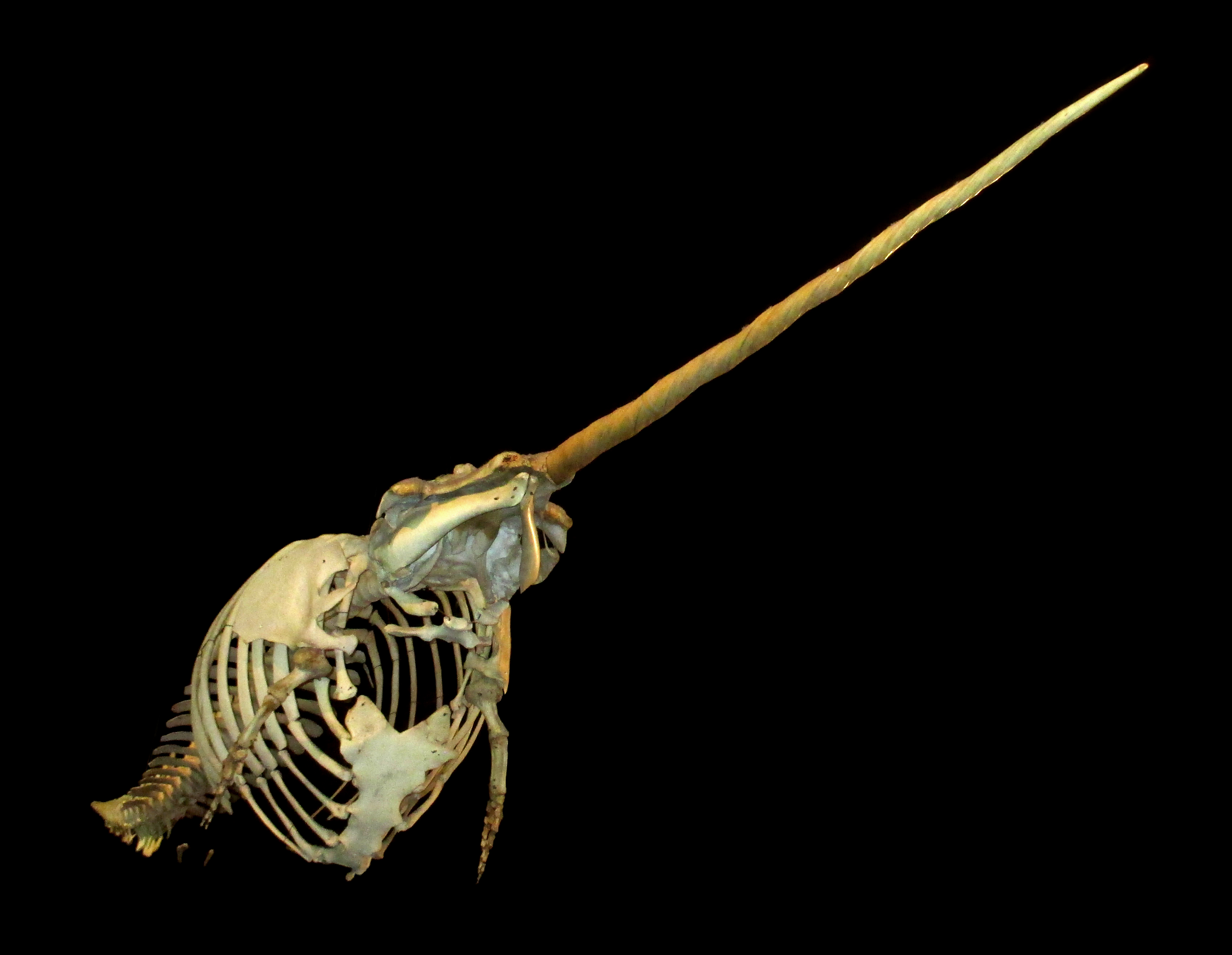
Kostra narvala s patrným výrazným klem (Přírodopisné muzeum v Göteborgu)

Narvalí kly mívají různou velikost, délku i tvar. Zatímco některé kly jsou dlouhé, silné a rovné, jiné jsou lehce zakřivené, tenké a působí křehce. Je poměrně běžné, že se kel zlomí, což podle všeho nemá vliv na přežití jedince. Narvalové jsou jediní kytovci s takovýmto klem. Vzácně se lze setkat s abnormálními kly, pozorován byl např. kel vyrůstající z pravého špičáku, nebo krátký zatočený sekundární kel, který vyrůstal z dolní čelisti, či dokonce spirálovitý kel připomínající vývrtku na víno. Narvalí kel je extrémním příkladem dentální asymetrie i dentální pohlavní dvojtvárnosti. Vykazuje řadu unikátních charakteristik, jako je horizontální zaklínění v horní čelisti, prořezání skrze horní ret nebo přítomnost cementu (tvrdá pojivová tkáň pokrývající povrch zubu) po celé vnější délce klu.

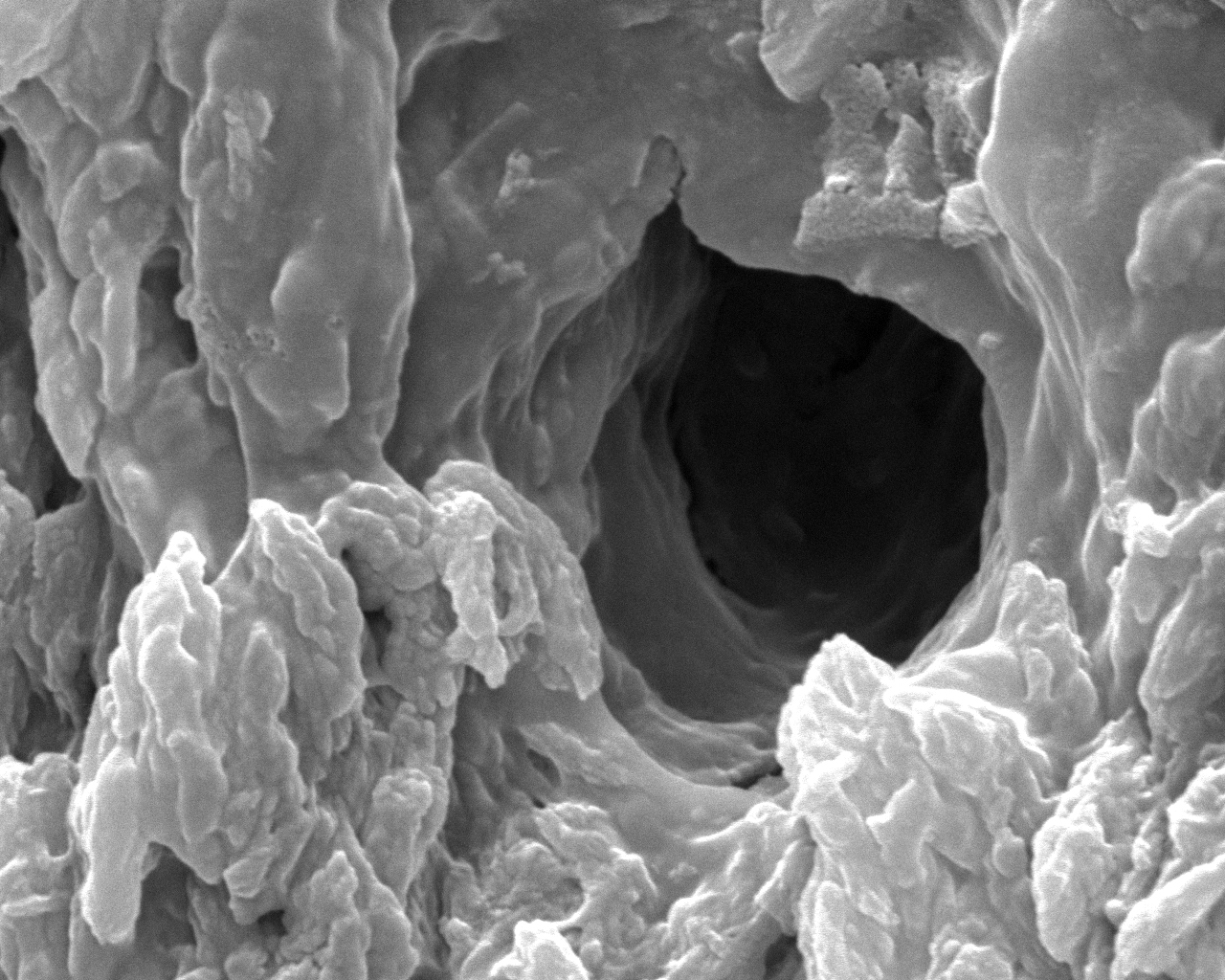
Mikroskopická fotografie kanálku v narvalím klu, kudy proudí vnější vjemy k tvrdému vnitřku s nervovými zakončeními (zvětšeno 10 000×)

V odborné i populární literatuře se již po staletí spekuluje o tom, jakou funkci tento kel má. Studium chování narvalů při používání klu ztěžují extrémní environmentální podmínky, ve kterých se narvalové vyskytují, spolu s jejich plachou povahou. Pro studium narvalích klů v roce 2000 dokonce vznikla výzkumná skupina Narwhal Tusk Research (Výzkum narvalího klu), která sdružuje desítky vědců z různých zemí spolu s inuitskými stařešiny, kteří poskytují cenné informace o chování narvalů.
Kel má především funkci druhotného pohlavního znaku. Je pravděpodobně používán i při soubojích samců o přízeň samic, což sice nebylo vědci zdokumentováno, nicméně vypovídají o tom nepřímé doklady. K těm patří sečné jizvy na hlavách narvalů, které jsou přítomny mnohem častěji u samců než u samic. Kel není dostatečně odolný proti narážením zepředu (bodání), nicméně boční tlak snáší velmi dobře, čemuž by odpovídaly i zmíněné jizvy, které jsou hlavně sečné a ne bodné. Dále 40–60 % samců má částečně nebo zcela zlomený kel, což patrně vypovídá o jeho častém používání v soubojích. V roce 2016 bylo na kameru zachyceno, jak narval použil kel při lovu – praštil s ním malou rybku, kterou pak omráčenou snadno pozřel.
Kel má také významnou sensorickou funkci – funguje jako velmi citlivé čidlo, pomocí kterého mohou samci vycítit změny v míře slanosti, tlaku nebo teplotě vody a patrně i koncentraci některých látek ve vodním sloupci. Zatímco vnější plášť klu je relativně měkký, jeho středem se táhne tvrdá dřeň obsahující velké množství cév a nervových zakončení, které předávají informace o vnějším prostředí do mozku. Voda se dostává do středové části klu pomocí soustavy mikroskopických kanálků. V konečném důsledku tak samci pomocí svého klu možná mohou vycítit samice nebo nalézt potravu. Pokud je však kel takto důležitým sensorickým orgánem, nabízí se otázka, proč ho nemají také samice. Ani pokročilá sensorická funkce nemůže být životně kritická už proto, že samice se dožívají vyššího věku než samci.
Zatímco kel tedy má v životě narvala svou úlohu, ostatní zuby jsou pouze zbytkové, tzn. nemají žádnou funkci. To je zvláštní především z toho důvodu, že narval pojídá hlavně ryby a další větší kořist, kde by mu zuby přišly vhod. Narvalové se však adaptovali kořist polykat celou. Zbytkové zuby vykazují extrémní variabilitu v umístění v rámci chrupu, v morfologii i histologii (struktuře tkáně). To společně s absencí jejich funkce patrně vypovídá o tom, že tyto zuby jsou evolučně zastaralé a postupně dojde k jejich vytracení.

## Areál rozšíření

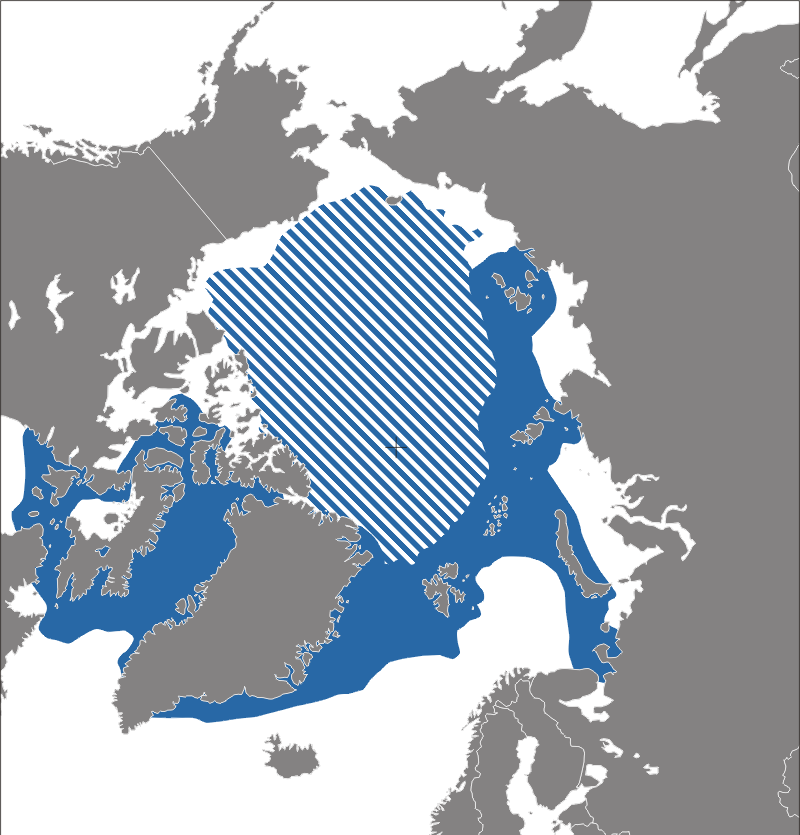
Přibližné rozšíření narvalů: plnou barvou pravidelné, šrafovaně občasné

Narvalové se celoročně vyskytují v oblasti Arktidy, nejčastěji až za polárním kruhem. Zjednodušeně se dá říci, že obývají atlantský sektor Severního ledového oceánu včetně ruské oblasti Arktidy s pouze několika záznamy narvalů z tichomořského sektoru. Těžiště výskytu se nachází mezi kanadskou Arktidou (Peel Sound, úžina Prince Regenta a severní Hudsonův záliv) a západním Grónskem, a částečně i v euroasijské (ruské) části Arktidy. Tam nejčastěji obývají vody kolem Špicberků a Země Františka Josefa. Nejseverněji byli narvalové pozorování severně od Země Františka Josefa při 85 ° s. š. Zbloudilí jedinci byli pozorováni u Newfoundlandu, Islandu, Britských ostrovů, Německa, Nizozemí a kolem Beringovy úžiny (Aljašský poloostrov, Čukotské moře, Komandorské ostrovy).

## Populace
Populace narvalů tvoří asi 12 subpopulací s různou mírou genetické diverzity a geografické izolace. Subpopulace nesou pojmenování podle lokality, kde tráví léto. 7 těchto subpopulací se nachází v arktické Kanadě, 2 u západního pobřeží Grónska, 2 u východní Grónska a 1 u Špicberk. Zatímco o některých subpopulacích existují poměrně podrobné informace včetně odhadů celkových počtů, o jiných subpopulacích (zejména z oblastí ruské Arktidy) jsou známy jen útržkovité informace. IUCN ve své zprávě o stavu populace z roku 2017 odhadoval celkový počet dospělých narvalů na nejméně 123 tisíc, se započítanými nedospělými jedinci kolem 173 tisíc. Největší subpopulace z moří kolem ostrova Somerset dosahuje počtu kolem 35 tisíc narvalů. IUCN hodnotí druh jako málo dotčený, nicméně přiznává, že pro velkou část subpopulací je populační trend neznámý.
Populace narvalů vykazuje nízkou genetickou diverzitu na to, jak je početná. Snížená genetická diverzita je výsledkem poslední doby ledové, kdy zalednění Arktidy zabralo drtivou většinu habitatu narvalů. S tím, jak někdy před 19 tisíci lety začalo arktické zalednění ustupovat, se narvalové mohli opětovně rozšířit do arktických oblastí. Podle studie mitochondriální DNA přežilo poslední dobu ledovou pouze 3000 narvalích samic, ze kterých pochází veškerá současná populace, a narvalové tedy prošli efektem hrdla lahve.

## Biologie a chování

### Sociální chování

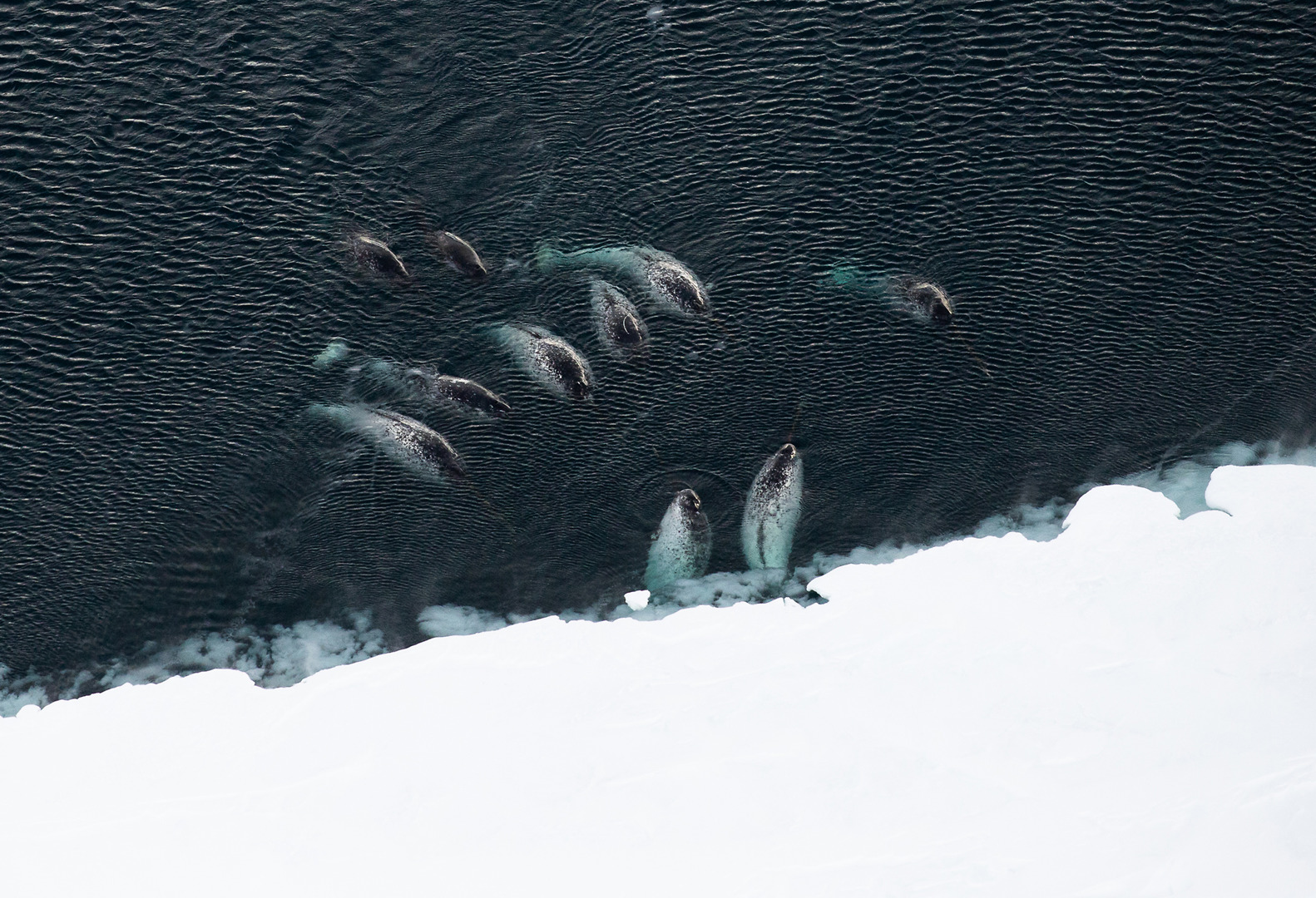
Stádo narvalů u ledové kry

Narvalové žijí v malých skupinách o cca 5–10 jedincích. Skupina je nejčastěji tvořena buď samci, nebo samicemi s mláďaty (a případně i nedospělými jedinci). Tyto menší skupiny se někdy sdružují do velkých stád, která občas mohou společně plavat podél pobřeží či k ústí fjordů. Zvláště v těchto větších stádech mohou být k vidění i skupiny se samci i samicemi. Samci mohou naopak žít i samostatně. Větší stáda mohou zahrnovat i 500–1000 narvalů. Při hladině se narvalové angažují v celé řadě sociálního chování jako je panáčkování, plácání ploutvemi i obrácení hlavou dolů. Při rychlejším plavání mohou vyskakovat nad hladinu. V době klidného moře tráví více času odpočinkem při hladině než v době rozbouřeného moře, kdy vyhledávají hlubší vody a tráví čas spíše pod vodou.
Samci narvalů jsou často k vidění, jak při vykukování z vody překřižují či lehce šermují se svými dlouhými kly (tzv. tusking). V některých případech se mezi šermujícími samci nachází samice. Podle tradičního výkladu tohoto chování se jedná o způsob udržování sociální hierarchie. Novější výzkumy narvalích klů však napovídají, že se může jednat o způsob předávání informací o vnějším prostředí. Podle jiné hypotézy se může jednat o způsob čištění kelních kanálků od povlaků a nánosů, které se na jejich povrchu tvoří.

### Potrava
Složení jídelníčku narvalů je poměrně dobře známo z analýzy obsahu žaludků narvalů chycených Inuity v arktické Kanadě a západním Grónsku. Z těchto výzkumů vyplývá, že narvalové jsou v potravě druhově vysoce specializovaní. Jedinou složku jejich jídelníčku na podzim tvoří krakatice Gonatus fabricii. V zimě je dominantní složkou platýs černý (Reinhardtius hippoglossoides) spolu se zmíněnou krakaticí Gonatus fabricii. V letních měsících narvalové požírají hlavně tresky polární (Boreogadus saida), tresky obecné (Gadus morhua), zmíněný druh krakatice a krevety. Výjimečně narvalové jedí i další ryby, jako jsou vlkouš obecný (Anarhichas lupus) nebo huňáček severní (Mallotus villosus). K hlavnímu intenzivnímu vykrmování dochází v zimním období, kdy se narvalové nachází v hlubokých mořích. V letních měsících (cca červenec až září), kdy narvalové obývají mělčí moře, se krmí spíše sporadicky.

### Potápění a plavání
Narvalové jsou zdatní potápěči. Délka a hloubka jejich ponorů záleží na prostředí, ve kterém se zrovna nacházejí. V létě, kdy obývají mělké vody, se nejčastěji potápí do průměrných hloubek do 50 m a pouze občasně zamíří do větších hloubek až k 800 m. V zimě se sice také nejčastěji potápí do hloubek do 50 m, avšak pravidelně míří do hloubek přesahujících 800 m. V hloubkách přesahujících 800 m narvalové mohou strávit i více než 3 hodiny denně a pod vodou zůstávají kolem 26 minut, avšak mohou tam vydržet až 30 minut. Narvalové se dokáží potopit až do hloubek přesahujících 1800 m (nejhlubší zaznamenaný ponor měl 2332 m), což z nich činí jedny z nejzdatnějších potápěčů mezi mořskými savci (hlubší ponory mezi kytovci byly naměřeny jen u vorvaňovce zobatého a vorvaně). Na hloubku ponorů má vliv i distribuce potravy ve vodním sloupci nebo zvyklosti místních populací. U populací, které mají přístup do velkých hloubek, nemusí docházet k hlubokým ponorům, pokud se zrovna jejich kořist nachází v mělčích vodách.
Pokud pro vynoření z hlubin nejsou dostupné díry nebo praskliny v ledu, mohou narvalové svým hřbetem nebo melounem prorazit až 15 cm silný led. Pro hledání děr a prasklin v ledu používají echolokaci. Díry pro dýchání musí být alespoň 50 cm široké, aby se do nich narvalové vešli a mohli se nadechnout. Občas se stane, že narvalové zůstanou pod ledem uvězněni, což nastává při rychlých změnách počasí, kdy náhlý tuhý mráz spolu se silným větrem způsobí rychlé zamrznutí děr a prasklin, které jsou jinak používány narvaly pro dýchání. Těchto prasklin přitom může být jen minimální množství – narvalové totiž v zimě běžně obývají oblasti s více než 97% zaledněním.

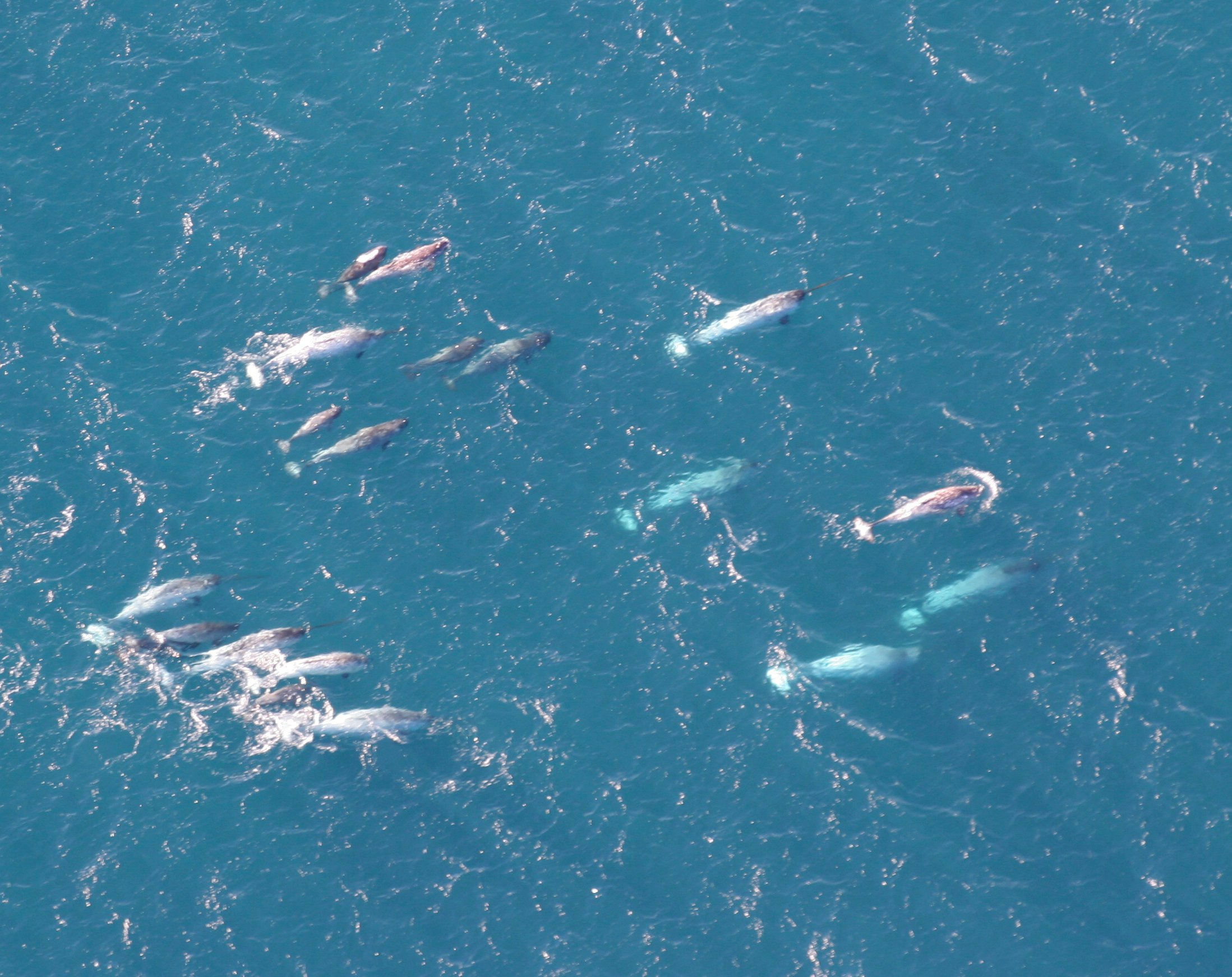
Letecký snímek narvalího stáda v zátoce Creswell u ostrova Somerset

Aby narvalové mohli vydržet obrovský tlak, kterému čelí ve velkých hloubkách, vyvinula se u nich řada fyziologických a behaviorálních adaptací (podobně jako u dalších mořských savců). K těm fyziologickým patří schopnost kolapsu hrudníku pomocí zatáhnutí žeber a hrudního koše, k čemuž postupně dochází se vzrůstající hloubkou. Jejich svaly jsou napěchovány myoglobinem, tedy proteinem, který dokáže navázat vysoké množství kyslíku. Obsah myoglobinu ve svalech narvalů je až dvakrát vyšší než u některých ploutvonožců a přibližně osmkrát vyšší než u suchozemských savců. Vzorky tkáně z dlouhého svalu zádového (musculus longissimus dorsi) dokonce ukázaly nejvyšší hladiny myoglobinu mezi kytovci. Narval dále dokáže zamezit pumpování krve do orgánů, které nejsou kriticky důležité, což dále zvyšuje šetření s kyslíkem. Úspoře kyslíku napomáhají i jejich hydrodynamická těla, která mohou bez větší námahy proplouvat vodním sloupcem, což omezuje nezbytný pohyb na minimum. Metabolické a fyziologické procesy narvalů jsou přizpůsobeny pomalému, avšak dlouho trvajícímu pohybu pod vodou.
Při plavání při dně, kde se narvalové nejčastěji krmí, jsou tito mořští savci otočení hřbetem dolů až 80 % času. Není úplné jasné, proč narvalové plavou takovýmto způsobem. Jedno z možných vysvětlení je, že když narvalové plavou u dna s břichem obráceným dolů, nemohou dost dobře sklonit hlavu a natočit tak svůj meloun s echolokačními signály dolů, aniž by riskovali zapíchnutí či zlomení klu o mořské dno. Otočením těla mohou směřovat svůj meloun dolů, čímž mohou získávat co nejpodrobnější echolokační data o kořisti žijící těsně při dně.

### Echolokace
Podobně jako ostatní ozubení kytovci, narvalové mají schopnost echolokace. Tu využívají k sociální komunikaci, navigaci a hledání kořisti. Echolokační zvuky přitom mohou nabírat různých podob, jako je volání, bzučení, cvakání nebo pískání. Klikání může být rozlišeno na pomalé (≤30 kliků / s) a rychlé (>30 kliků / s), přičemž rychlé klikání může dosahovat intenzity až 400 či dokonce 1000 kliků / s. Frekvence kliků se zrychluje s tím, jak se narval blíží ke kořisti. Frekvence echolokace se liší v závislosti na vydávaném zvuku a podmínkách. Zaznamenané frekvence měly 2–150 kHz a vzácněji směřovaly až ke 200 kHz. Typická frekvence kliků se pohybuje kolem 30–70 kHz.
Jelikož narvalové žijí po většinu roku v úplné tmě (arktická zima spolu s podvodním prostředím), echolokace má u nich kritickou navigační funkci. Echolokační schopnosti narvalů jsou považovány za nejdokonalejší ve zvířecí říši. Narvalové díky echolokaci získávají o okolním prostředí obraz, který co do detailů patrně nemá mezi ostatními zvířaty obdoby.

### Migrace

Srovnání velikosti narvala s člověkem

Narvalové jsou pravidelní migranti. Obecně platí, že na podzim se stahují na širé, velmi hluboké moře v jižních oblastech svého areálu výskytu, a na jaře se vrací k pobřežním mělčím vodám na severu. Načasování migrace souvisí s ledovou pokrývkou – koncem léta, když se v jejich letním habitatu začne tvořit pobřežní led (souvislý led, který je pevně spojen s pevninou a nemá žádné díry a praskliny), narvalové migrují do svých zimovišť dále od pobřeží. Ta jsou sice pokryta hustým ledem, tento led však obsahuje velké množství puklin a děr, skrze které narvalové mohou dýchat. Délka jednosměrné migrace se různí, často přesahuje tisíc kilometrů co do přímočaré vzdálenosti, nicméně narvalové často kopírují pobřeží a potápí se za potravou, což reálně uplavanou vzdálenost značně prodlužuje. Narvalové stráví na migrační trase kolem 2 měsíců. Denní uražená vzdálenost se pohybuje kolem 50–60 km. Při hladině plavou většinou pomalu, typicky rychlostí kolem 4 km / h, nicméně během migrace dosahují rychlosti až 9 km / h. Průměrná rychlost pouze 4 km / h je jednou z nejpomalejších mezi mořskými savci, což jen potvrzuje to, že narvalí těla jsou přizpůsobena pomalému pohybu s dlouhou výdrží.

### Rozmnožování

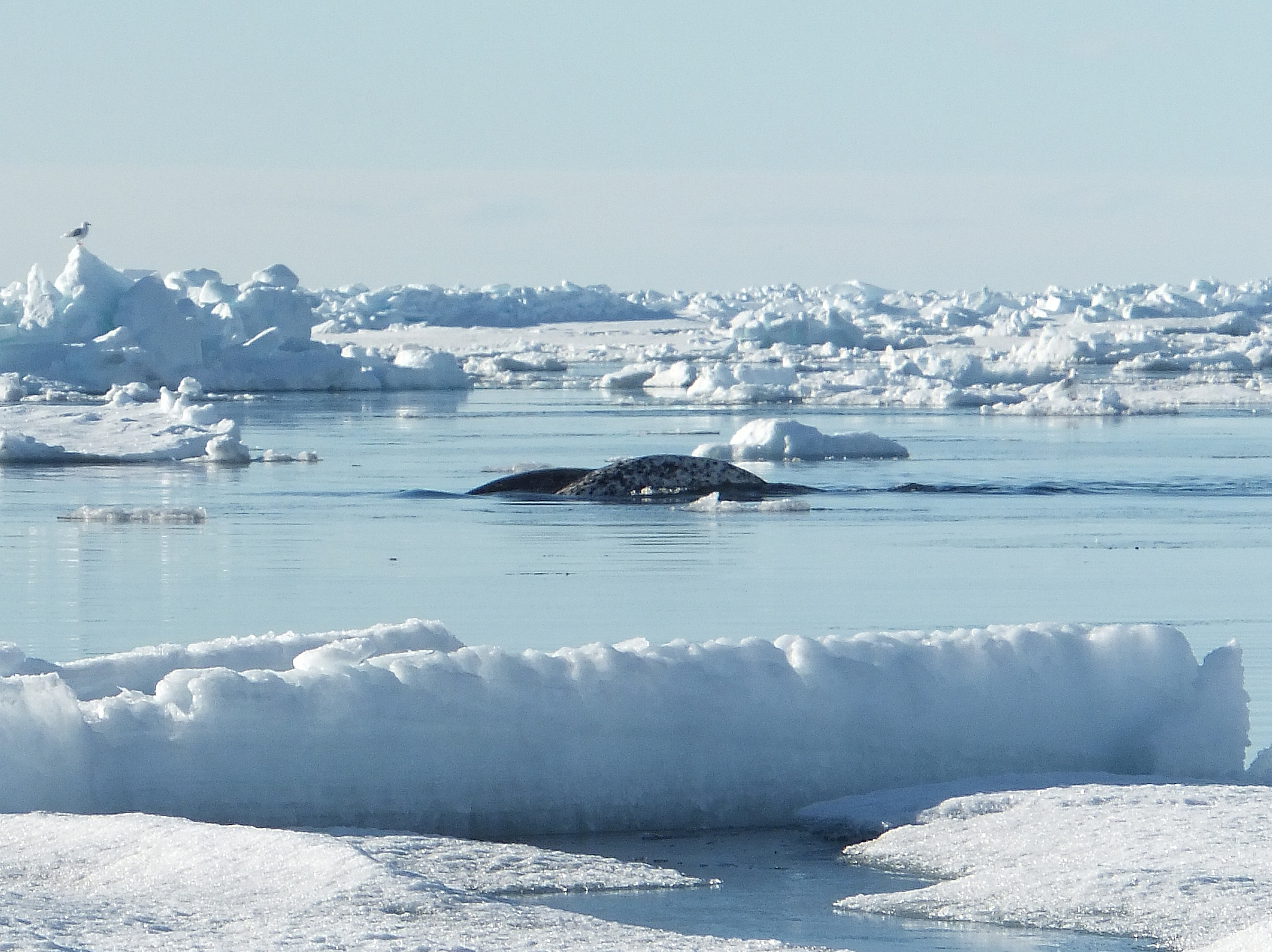
Narvalové v přirozeném prostředí

Kopulace patrně nastává během dubna a května na zimovištích, kdy většinu povrchu moře zakrývá led. Doba březosti trvá patrně 13–16 měsíců, přičemž k vrhům mláďat dochází mezi červnem a srpnem. Samice vrhá jedno mládě. Narvalí mláďata mají při narození kolem 1,5–1,6 m a váží 80–150 kg. Po narození zůstávají v těsné blízkosti matek, se kterými se zdržují ve vybraných zátokách. Mláďata se rodí pouze s tenkou vrstvou podkožního tuku, která se však rychle zvětšuje s tím, jak se jim začne dostávat tučného mateřského mléka. Doba laktace trvá kolem 1–2 let, během kterých se mláďata od matek učí všemožným dovednostem. Pohlavní dospělosti dosahují samice kolem 6–7 let, samci kolem věku 9 let; jedná se nicméně o odhady a je možné, že pohlavní dospělosti narvalové dosahují ještě o několik let později. Samice vrhá mládě patrně pouze každé tři roky.
I přes to, že jsou narval a běluha považováni za odlišné rody, oba druhy se výjimečně mohou křížit. V roce 1990 byla v západním Grónsku nalezena lebka živočicha, z jejíž detailní morfologické analýzy vyplynulo, že patřila neznámému kytovci, jenž podle morfologických znaků ležel někde napůl mezi běluhou a narvalem. Vědci přišli s hypotézou, že se jedná o křížence běluhy a narvala. Tuto hypotézu potvrdila studie DNA z roku 2019, podle které lebka patřila kříženci, jehož otec byl samec běluhy a matka byla samice narvala. Z oblasti západního Grónska, kde se areály rozšíření běluh a narvalů v době říje překrývají, dochází k nejčastějším pozorováním kříženců.

### Dožití
Většinou se uvádí, že narvalové mohou žít kolem 50 let. Spolehlivé určení věku je ale problematické. U řady jiných velryb či ozubených živočichů se používá k určení věku analýza vrstev zubního cementu a zuboviny, které se pravidelně usazují na vnějším povrchu zubů. U narvalů se tyto vrstvy s věkem zhroutí, takže je nelze použít k vyvinutí spolehlivé metody na určení věku. Jedna z možností určení věku je pomocí recemizace kyseliny l-asparagové na kyselinu d-asparagovou čočky (s využitím procesu stárnutí oka nazývaném Nuclear sclerosis). Na základě této metody bylo určeno, že samice se mohou dožít 115 let ± 10 let a samci až 84 let ± 9 let.

### Predátoři

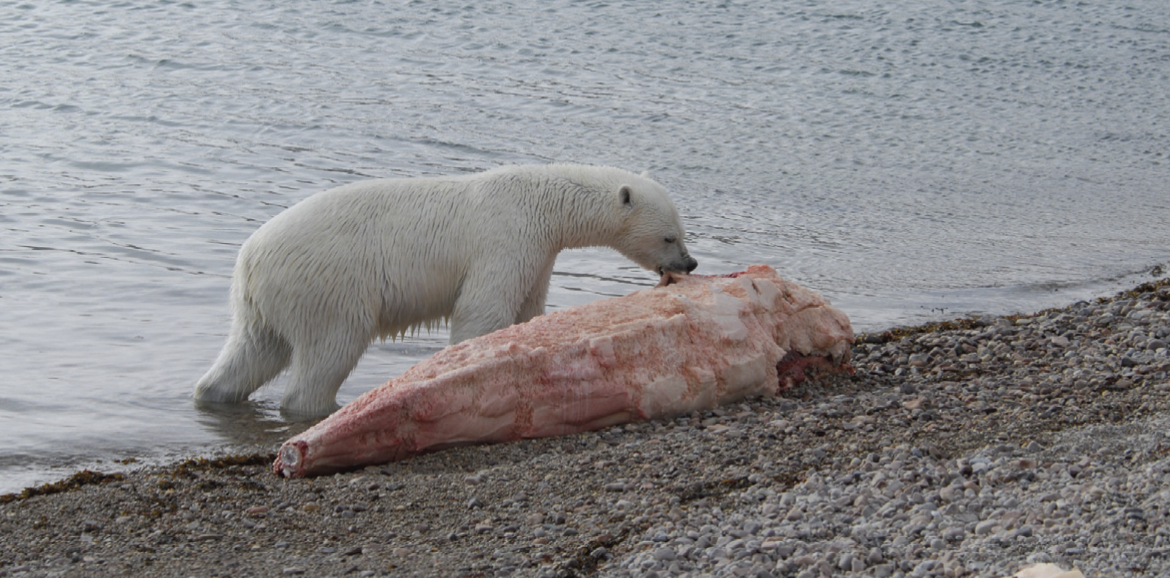
Lední medvěd hodující na mršině narvala

K hlavním predátorům narvalů patří kosatky dravé. Z výpovědí kanadských Inuitů vyplývá, že kosatky mají hned několik strategií, jak narvaly lovit. K těm nejčastějším patří nahnání narvala několika kosatkami do příhodného místa s hlubokou vodou nebo nahánění narvala tak dlouho, dokud se neunaví, a teprve poté na něj kosatky zaútočí. Inuité dále vypověděli, že viděli kosatky utápět narvaly, vytrhávat maso ze střední části narvalího těla, útočit na ně svou ocasní ploutví nebo napadat hrudník a žebra. Kosatky si s narvaly často krutě hrají, než je usmrtí. Mrtvým narvalům vyplaveným na břeh, které Inuité nalezli, někdy chyběly kusy těla, na kůži měli kousance kosatek a hruď narvalů byla viditelně splasklá a žebra polámaná. K protipredačním strategiím narvalů patří přesun do mělkých vod, kam je kosatky zpravidla nepronásledují. Zaznamenán byli narvalové na útěku před kosatkami, kteří se přesunuli do tak mělkých vod, že jim hrozilo uvíznutí. K dalším obranným mechanismům narvalů proti kosatkám patří zpomalení pohybů, snaha o nevydávání žádných zvuků a těsné shlukování do skupin při povrchu moře. Byl zdokumentován a na kamery zaznamenán případ stáda 20 kosatek, které zaútočilo a zcela vybilo menší stádo narvalů.
Narvaly občas mohou lovit i lední medvědi, kteří na ně číhají u děr v ledu, kam se narvalové připlouvají nadechnout, nebo medvědi nehybně vyčkávají na ledových krách, až se narval přiblíží, a poté jej zachňapnout drápem a vytáhnout z vody na kru. Medvědi nicméně hodují hlavně na uvízlých narvalech nebo na mršinách narvalů vyvržených na břeh. I tak narvalové tvoří jen velmi malou část jídelníčku ledních medvědů. Je možné, že narvaly loví i žralok malohlavý.

## Vztah k lidem
Narvalové jsou poměrně plaší, takže je těžké je spatřit ve volné přírodě. Narvalové nechají lodě se přiblížit na maximálně 50 metrů, načež se tiše potopí. Vzhledem k jejich extrémnímu habitatu se však na ně nechodí dívat běžní pozorovatelé velryb a pozorování narvalů vyžaduje spíše expediční přístup. Narvalové se nechovají v zajetí. V roce 1968 byl uskutečněn neúspěšný pokus chování narvalů v akváriu ve Vancouveru, který se však po úhynu zvířat setkal s ráznou kritikou.

### Ohrožení

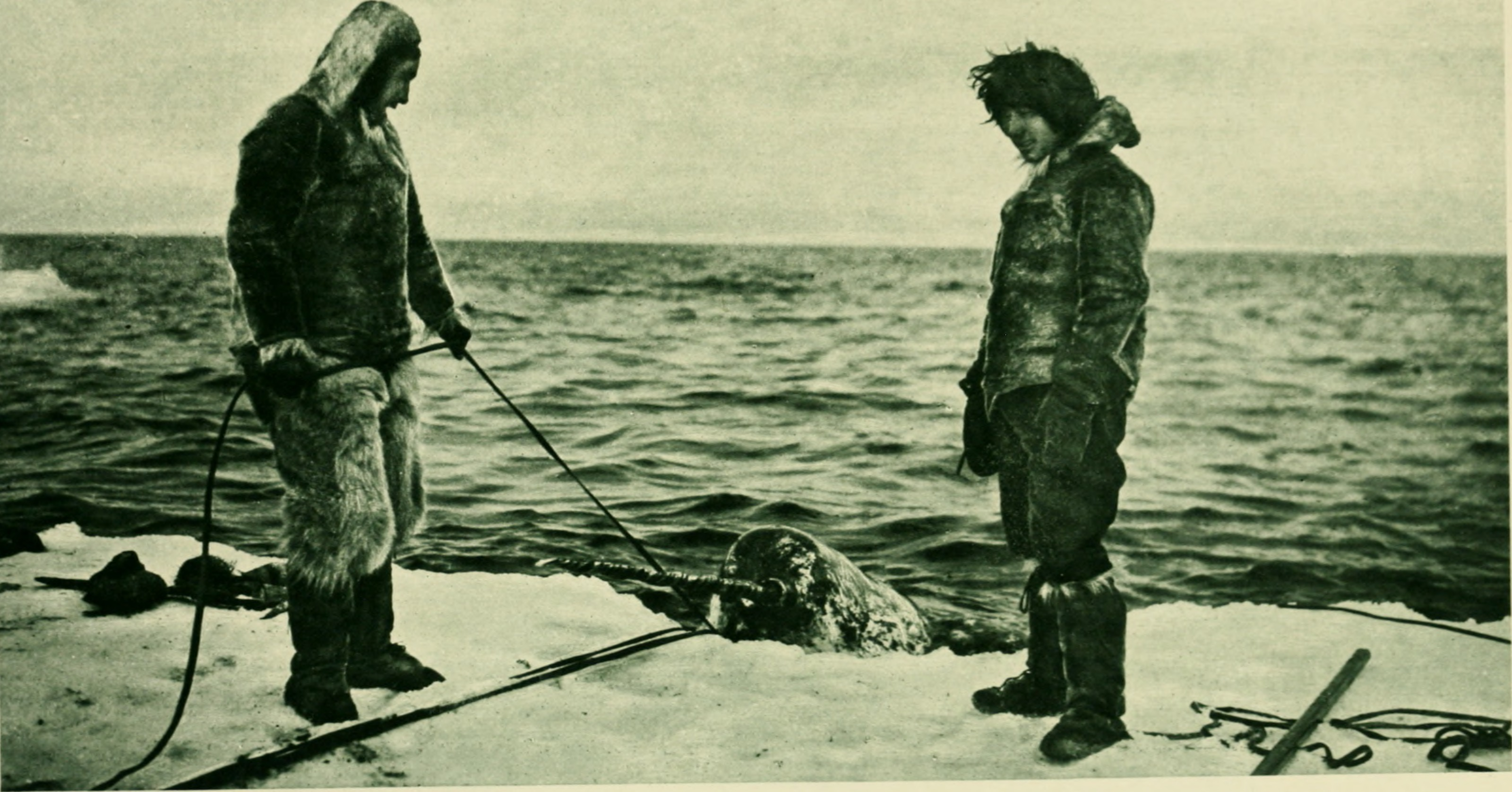
Domorodci při lovu narvala

Narvalové jsou jedni z nejcitlivějších druhů Arktidy na probíhající klimatické změny. Důvodů je hned několik – narvalové se svým areálem rozšíření omezují na specifické území atlantské sekce Arktidy, vykazují vysokou míru věrnosti svým migračním cestám (takže se budou jen špatně přizpůsobovat nadcházejícím změnám v životním prostředí), mají specializovaný jídelníček (takže budou značně náchylní na změny distribuce potravy, které s sebou oteplování moří přináší), jsou citliví na rušivé vlivy člověka a genetická diverzita populace je jen nízká. S globálním oteplováním bude ustupovat zalednění Arktidy, což už nyní způsobuje, že kosatky zůstávají v některých arktických oblastech déle nebo se dostávají do míst, která jim byla dříve nepřístupná kvůli zalednění. Kosatky přitom mohou mít na populaci narvalů radikální vliv; podle modelů z kanadské Arktidy může necelých 200 kosatek spořádat i 1500 narvalů ročně. I přes specializovaný jídelníček narvalů, analýzy stabilních izotopů z narvalích tkání a klů napovídají, že narvalové se mohou částečně přizpůsobit dostupné potravní nabídce a mohou tedy být na změny v potravním řetězci flexibilnější, než se původně myslelo.
V západním Grónsku ve Smith Sound byl po roce 2002 zaznamenán prudký nárůst počtu ulovených narvalů místními lovci. Lovci však nevynaložili nikterak větší úsilí v lovu narvalů. Podle místních lovců vyšší počty ulovených narvalů souvisí se změnami v zalednění moře. Zatímco ještě před několika desetiletími bylo možné narvaly v této oblasti lovit pouze pomocí dlouhé a namáhavé cesty po ledu, od přelomu milénia led ustupuje mnohem rychleji a lovci se k narvalům mohou dostat na lodích. Narvalům patrně vadí i seismické sonary průzkumných lodí, které dokonce mohou mít vliv na změny migračních cest narvalů nebo uvíznutí narvalů pod ledem. S tím, jak arktický led bude nadále tát a Arktida se stane snáze dostupným územím pro těžbu surovin včetně ropy a plynu, narvalům bude hrozit narůstající rušení lidskými aktivitami. Vedle rušení sonary se bude jednat i o obecné zvýšení provozu na moři, který bude nutně navázán na „rozvoj“ Arktidy. Narvalové, podobně jako ostatní mořští savci, jsou negativně ovlivněni pokračujícím znečištěním oceánů. Těžké kovy, které se do vody dostanou, se hromadí v tělech a orgánech mořských savců, narvaly nevyjímaje.

### Lov a obchod

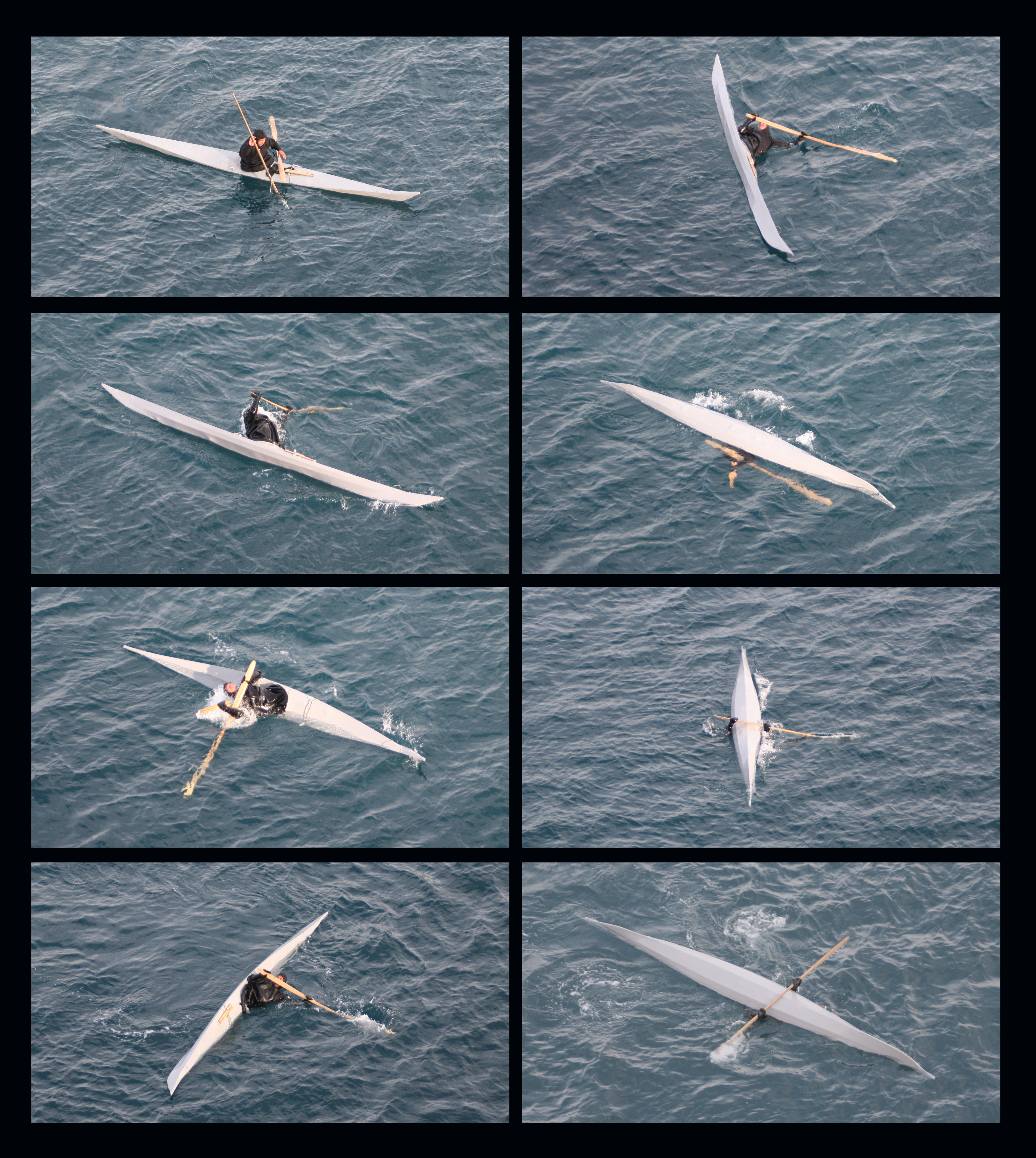
Inuit demonstrující techniku lovu narvalů z kajaku

S výjimkou prvních desetiletí 20. století, narvalové nikdy nebyli cílem velkých komerčních loveckých výprav. Narvalové však byli a stále jsou loveni domorodými lovci z Grónska a arktické Kanady. Tamější obyvatelé obchodují s kůží, kly, podkožním tukem, masem, zuby a obratli (zuby a velké obratle se používají k vyřezávání sošek). Muktuk, syrové maso narvalů, je považováno za pochoutku. Kůže narvalů je důležitým zdrojem vitaminu C, který je v arktických oblastech jinak těžké získat. Maso narvalů někdy slouží jako potrava pro psy.
Každoročně je uloveno zhruba 1000 narvalů – 600 v Kanadě a 400 v Grónsku. Téměř ve všech oblastech, kde dochází k lovu narvalů, jsou počty ulovených narvalů kontrolovány kvótami. Zejména ve východním Grónsku, kde během 10. let 21. století došlo k rapidnímu úbytku narvalů, dochází ke konfliktu mezi místními lovci a vědci. Vědci argumentují, že pokud bude lov pokračovat v takové míře jako dosud, hrozí subpopulaci narvalů z východního Grónska vyhynutí. Pro lovce z odlehlých komunit jsou zase narvalové jedním z mála zdrojů příjmu i potravy, a lov narvalů má pro ně i významnou kulturní tradici. Místní úřady sice zavedly pro Inuity kvóty, nicméně podle vědců jsou i tyto kvóty příliš vysoké a i při jejich dodržení místní subpopulace narvalů brzy vyhyne. I když jsou narvalové většinou loveni puškami z motorových lodí, v některých oblastech jako je Qaanaaq na severozápadě Grónska se povoluje odlov pouze harpunami na bezmotorových kajacích; motorové čluny mohou být použity pouze pro převoz masa nebo přesun lovců blíže k narvalům, avšak nikoliv k samotnému lovu. Tímto způsobem se zabraňuje lovu ve větším měřítku a zajistí se, aby lov splnil svůj účel, kterým je hlavně propojení lovce s tradicí.
Lovci mohou někdy využít i toho, že narvalové občas zůstanou uvězněni pod ledem. Např. v roce 2008 u Baffinova ostrova uvízlo pod ledem 600 narvalů a v roce 2015 tam došlo k uvěznění 230 jedinců. V obou případech narvalové neměli šanci na přežití, a tak byli odloveni nunavutskými lovci. V Disko Bay v západním Grónsku v roce 1915 zemřelo po uvěznění pod ledem a následném odlovu Inuity kolem tisíce narvalů. Tento fenomén uvězněných mořských savců je v grónštině znám jako savssat.
Finančně nejcennějším materiálem z narvala je jeho kel. Finanční hodnota klu se liší podle země, způsobu prodeje nebo zda se prodává neopracovaný kel či kel vyzdobený rytinami. V roce 2015 byla odhadnuta průměrná cena neopracovaného, celého klu s nezalomenou špičkou na 2800–12 500 USD. Cena lebky s dvojitým klem se pohybovala kolem 19–25 000 USD. Pro rok 2007 byla odhadnuta tržní cena celého narvala na cca 6500 CAD. Již od roku 1979 spadá obchod s narvalím zbožím pod CITES a pro export narvalího zboží je potřeba zvláštního povolení. Řada zemí jako jsou Spojené státy nebo Spojené království import narvalího zboží zakazují. Evropská unie zakázala import narvalího zboží v roce 2004, avšak v roce 2010 tento zákaz zrušila poté, co se v Grónsku zavedly kvóty na odlov narvalů. Mezi lety 1987–2009 došlo k legálnímu exportu 4923 narvalích klů (tj. 214 ročně). Nad to se obchoduje se soškami a rytinami z klů, nicméně o objemu z tohoto obchodu nejsou dostupná věrohodná data. Není zcela jasné, jak velký je ilegální obchod s narvalími kly, avšak vypadá to pouze na minimální objem. Z dostupných informací lze říci, že obchod s narvalím zbožím celkovou populaci druhu výrazně neohrožuje.

### Odkaz v kultuře

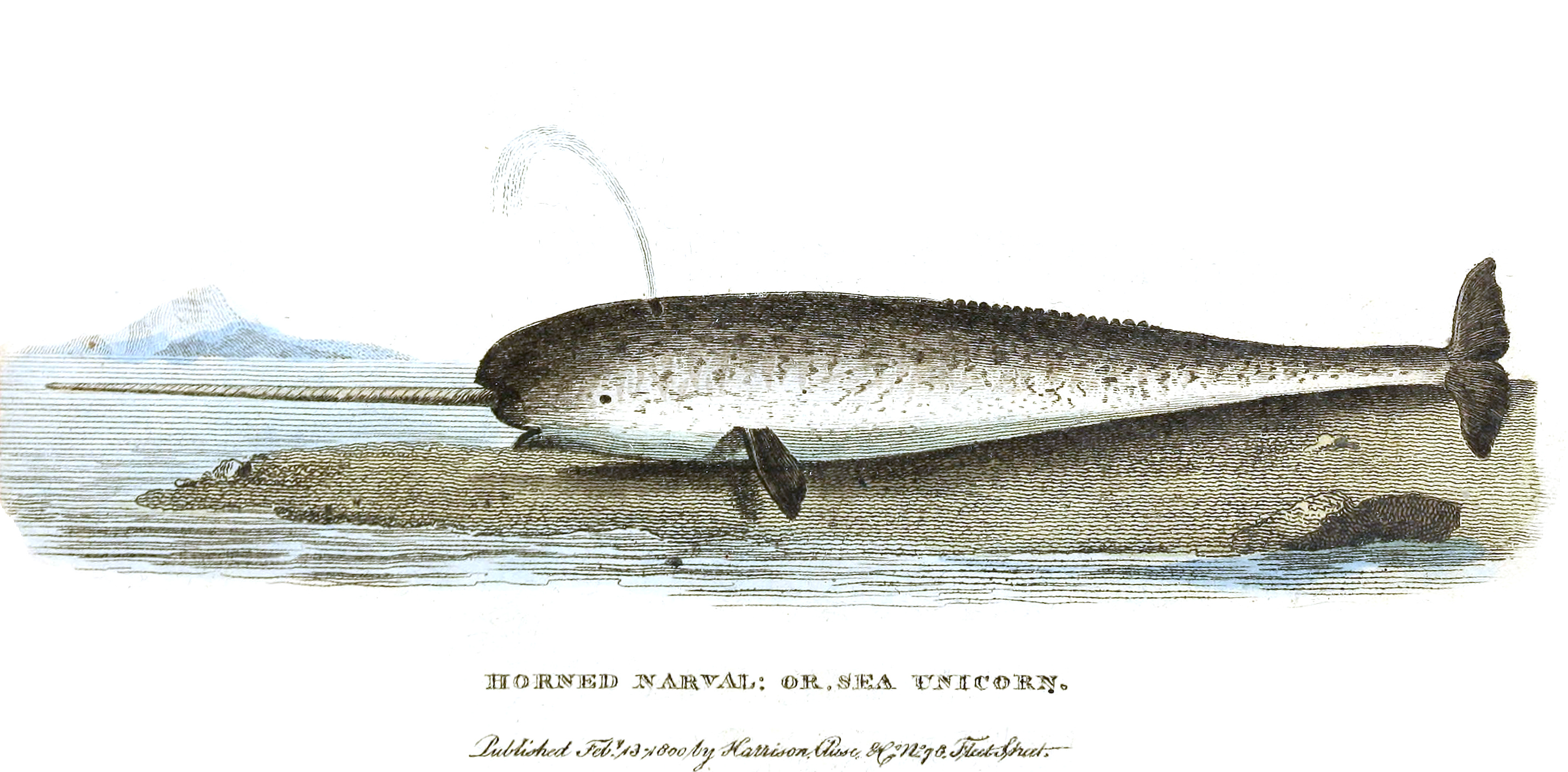
Ilustrace narvala z roku 1830

Narvalové se díky svému dlouhému klu dostali do řady legend a mýtů, své místo mají i v heraldice a umění. Mezi Inuity se traduje legenda o tom, jak narval získal svůj kel. Tato legenda vypráví o malém chlapci, jehož vychovávala velmi krutá matka. Když byli spolu na lovu narvalů, matka podala svému synu harpunu, jejíž konec navázala na lano, které si omotala kolem pasu. Matka syna požádala, aby mířil s harpunou pouze na malé narvaly, které by v případě zaharpunování byla schopna svým tělem udržet. Chlapec však úmyslně zasáhl velkého narvala a matka byla vtažena do hlubin moře, kde se proměnila v narvala. Její vlasy, které nosila v zatočeném culíku na vrcholu hlavy, se proměnily v dlouhý kel. Od té doby mají všichni narvalové kly. Narval se objevuje i v řadě děl klasické evropské a americké literatury jako je Dvacet tisíc mil pod mořem od Julesa Verna nebo Bílá velryba od Hermana Melvilla.
Ve středověké Evropě se mělo za to, že narvalí roh (tehdy se věřilo, že se jedná o roh), se kterým se čile obchodovalo, patří legendárnímu jednorožci. Řada lidí tehdy věřila, že roh má magické účinky a může sloužit jako ochrana před otrávením nebo na očistu vody. Tohoto mýtu využívali Vikingové a další obchodníci, kteří prodávali narvalí kly středoevropským bohatým vrstvám za velké finanční sumy. V 16. století anglická královna Alžběta I. dostala pohár z narvalího klu v hodnotě 10 000 liber, což byla tehdy částka, za kterou se dal pořídit hrad. V roce 1555 Olaus Magnus zveřejnil kresbu mořského živočicha s rohem vyrůstajícím z čela. Jak evropští mořeplavci začali navštěvovat arktické oblasti, pravda o narvalím klu začala postupně vycházet na povrch. Jedna z nejstarších písemných zmínek o narvalech pak pochází z pera britského mořeplavce Martina Frobishera, který při plavbě kolem Baffinova ostrova narazil na mrtvolu narvala, jehož kel přivezl zpět do Anglie. Roku 1638 dánský polyhistor Ole Worm uspořádal veřejnou přednášku, během které se nechal slyšet, že kly, se kterými se obchodovalo jako s rohy jednorožců, ve skutečnosti patří narvalům. Worm měl s sebou jako důkaz zachovalou lebku narvala se stále uchyceným klem. Tyto události postupně napomohly pochopení a porozumění narvalů coby přirozeně se vyskytujících mořských živočichů.

Ukázky uměleckých předmětů z narvaloviny
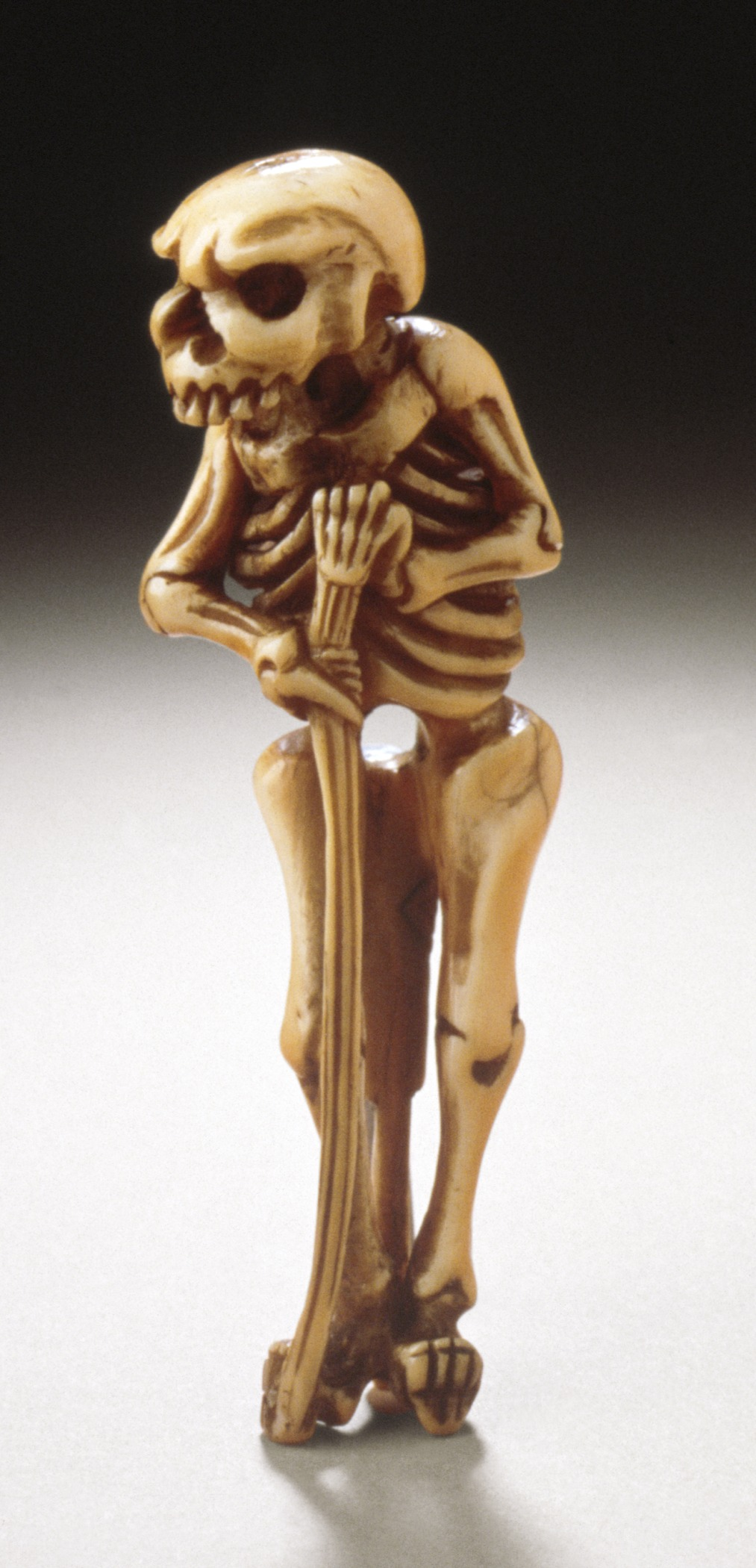
Stojící kostra
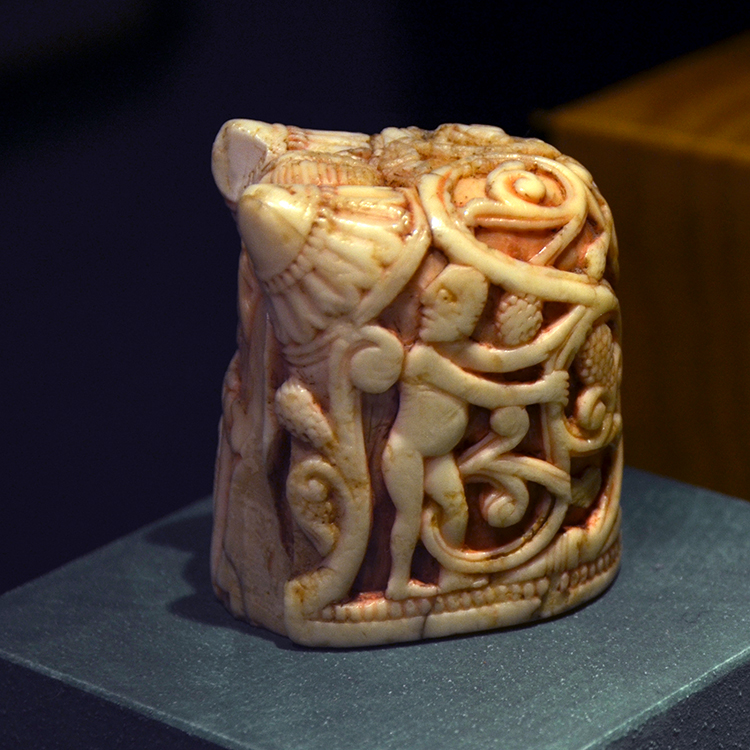
Pěšec
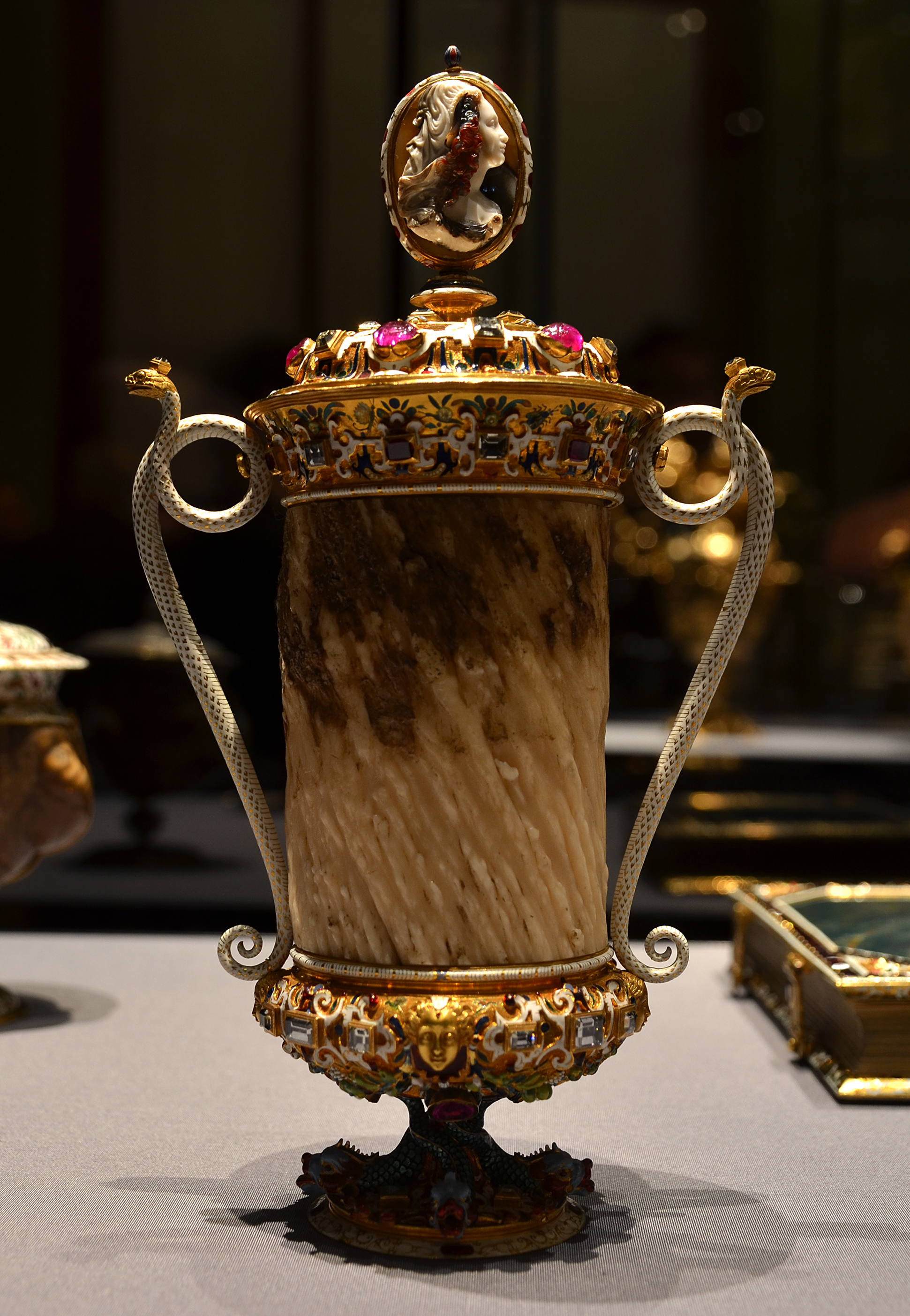
Pohár
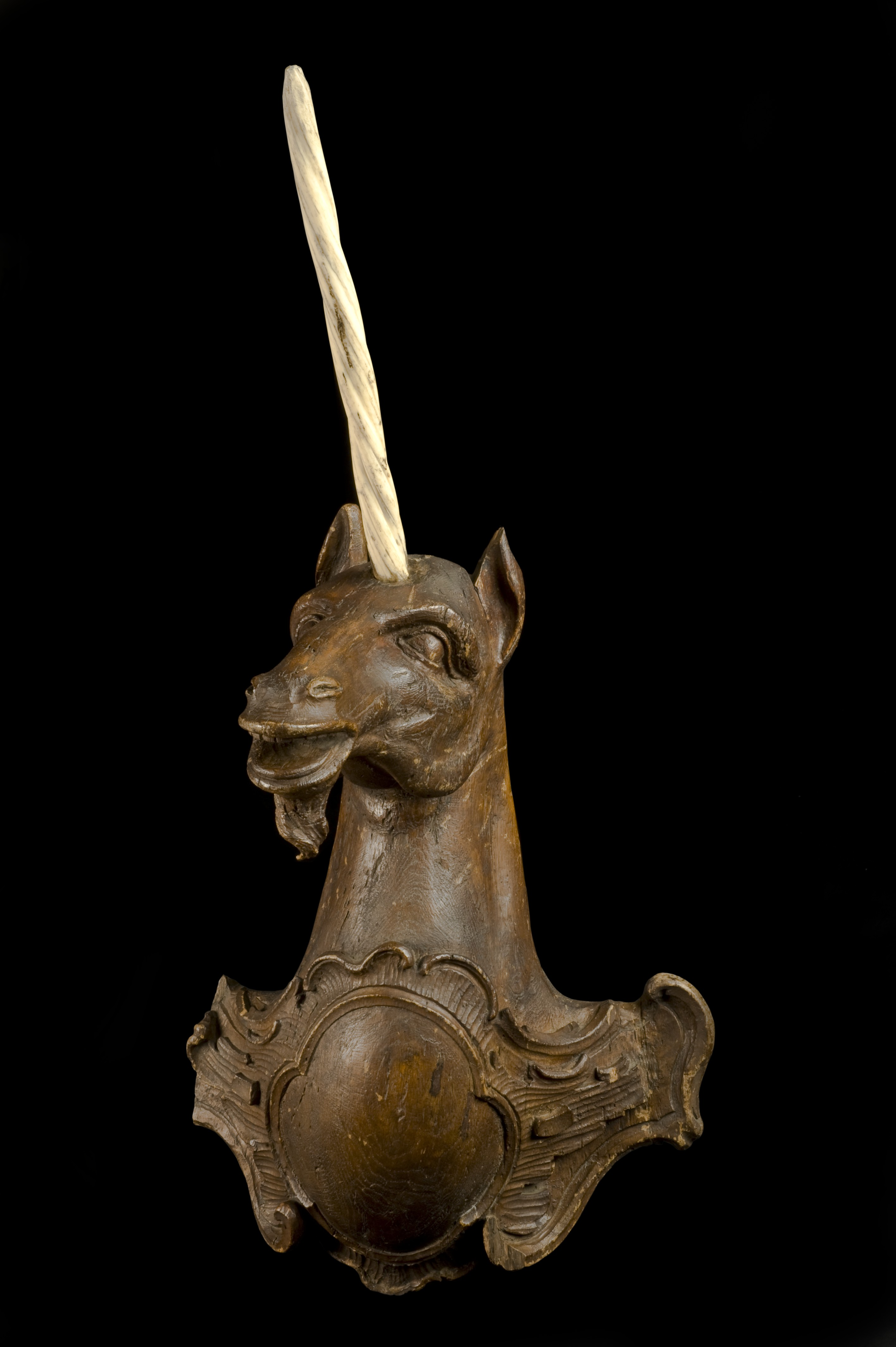
Roh jednorožce

Narvalové se usídlili i v heraldice. Jsou součástí oficiálních znaků Severozápadních teritorií (v podobě dvou narvalů stojících na ocase na štítě) i Nunavutu (kde je narval spolu se sobem nosičem štítu).

Vybraná heraldická vyobrazení
Znak Nunavutu
Znak Severozápadních teritorií